# جیوانی زانی
جیوانی زانی (انگلیسی: Giovanni Zanni; ۱۹ فوریهٔ ۱۹۰۴ – ۹ فوریهٔ ۱۹۷۴) بازیکن فوتبال اهل ایتالیا بود.
از باشگاه‌هایی که در آن بازی کرده‌است می‌توان به باشگاه فوتبال پروجا، باشگاه ورزشی لاتزیو، باشگاه فوتبال یوونتوس، باشگاه فوتبال بنونتو، و باشگاه فوتبال آتالانتا اشاره کرد.